# Le Cirque de Giuseppe
Le Cirque de Giuseppe est un album de musique sorti en 2001.

## L'album
C'est une création mondiale, commande de l’Orchestre national d'Île-de-France. Conte musical de Piotr Moss et Jean-Louis Bauer, l'œuvre est dirigée par Jacques Mercier. La récitante est Anna Prucnal et les illustrations de Catherine Adam.
Distributeur BMG. Enregistrement effectué en juillet 1999 à la Maison de l'Orchestre. Prise de son et montage Emmanuelle Baillet / Musica Numéris. Directeur artistique : Julien Azaîs. Durée 45 minutes

## Liste des titres
Les 3 avant derniers titres figurent dans l'édition deluxe.
| No | Titre                              | Durée |
| -- | ---------------------------------- | ----- |
| 1. | Il était une fois un cirque        |       |
| 2. | Les Bébés phoques                  |       |
| 3. | Chats de gouttière et Vieux Cabots |       |
| 4. | Youri Malossol, chef d’orchestre   |       |
| 5. | L'Enlèvement de Stella             |       |
| 6. | Le cirque est détruit              |       |
| 7. | Métamorphose de Stella             |       |